# Oleg Kaliaghin
Oleg Alekseevici Kaliaghin (în rusă Олег Алексеевич Калягин) (n. 5 august 1961, satul Gai, raionul Gaisk, regiunea Orenburg, Federația Rusă) este un om politic din Transnistria, care îndeplinește funcția de ministru al resurselor naturale și controlului ecologic al auto-proclamatei Republici Moldovenești Nistrene (din 2007). 

## Biografie
Oleg Kaliaghin s-a născut la data de 5 august 1961, în satul Gai din raionul Gaisk, regiunea Orenburg (Federația Rusă), într-o familie de naționalitate rusă. A absolvit Facultatea de Drept a Universității de Stat "V.I. Lenin" din Chișinău (1983) și apoi cursurile postuniversitare de la Institutul de Drept al Academiei de Științe a Ucrainei (1993).
După absolvirea facultății, în perioada august 1983 - noiembrie 1987, a fost lucrat în cadrul Ministerului Protecției Sociale al RSS Moldovenești, mai întâi ca inspector cu atribuții de control al calculării pensiilor și ajutoarelor sociale (1983-1984) și ulterior ca economist șef al Direcției de control detașat la Centrul de calcul informatic. A efectuat apoi o perioadă de un an de practică în organele procuraturii din raionul Leova și din sectorul Frunze al municipiului Chișinău (noiembrie 1987 - ianuarie 1989), după care a desfășurat activitate științifică ca asistent șef de laborator și cercetător științific junior la Departamentul de Filozofie și Drept al Academiei de Științe al RSS Moldovești (1989-1990).
În perioada februarie 1994 - august 2001 a lucrat ca profesor, docent, prodecan, șef al Catedrei de discipline juridice de la Departamentul Juridic al Universității "T.G. Șevcenko" din Tiraspol. În august 2001 devine judecător la Curtea de Arbitraj a Transnistriei. 
La data de 30 ianuarie 2007, Oleg Kaliaghin a fost numit în funcția de ministru al resurselor naturale și controlului ecologic al auto-proclamatei Republici Moldovenești Nistrene.
Oleg Kaliaghin a fost decorat cu Medalia "A 15-a aniversare a RMN" (2006). A publicat 18 lucrări științifice . Este căsătorit și are un fiu.